# Combined nuclear and steam propulsion
Combined nuclear and steam propulsion system (CONAS) är en typ av framdrivningssystem för större fartyg som behöver en toppfart som är betydligt högre än marschfarten kombinerat med en extrem räckvidd vid marschfart. För varje propelleraxel finns det en ångturbin som kan drivas med ånga från en kärnreaktor vid marschfart eller med ånga från både reaktorn och konventionella oljeeldade ångpannor för maximal hastighet. Detta kombinerar reaktorns i praktiken oändliga räckvidd med de oljeeldade ångpannornas mindre utrymmes behov per installerad effekt.
Framdrivningssystemet är mycket ovanligt, hittills har det bara använts av Sovjetunionen på de fyra tunga robotkryssarna av typen Projekt 1144 Orlan och signalspaningsfartyget SSV-33 Ural av typen Projekt 1941 Titan. Båda fartygsklasserna delar konstruktionen av maskinanläggningen. Två tryckvattenreaktorer av typen KN-3 genererar tillräckligt för 20 knop, när det två oljeeldade ångpannorna kopplas in ökar farten 30 knop.